# Ambròs de Siena
Ambròs de Siena   (Siena, 16 d'abril de 1220 - Siena, 1286) Ambrogio Sansedoni va ésser un frare dominicà. És venerat com a beat per l'Església catòlica.

## Biografia
Ambròs va néixer al palau Sansedoni de Siena, a la Piazza del Campo. La llegenda diu que Ambrogio va néixer deforme, però que quan la seva mainadera el va portar a l'altar de l'església de San Domenico va guarir-se. En 1237 va ingressar a l'Orde de Sant Domènec. Va rebre una sòlida formació, estudiant a París (1245) i a Colònia en 1248, on va tenir com a professor Albert el Gran. Va ésser professor a la universitat de París; per modèstia, però, no volgué acceptar el grau de magister. Va ésser condeixeble de Tomàs d'Aquino, que l'influí, i del futur Innocenci V.
En tornar a Itàlia, va rebutjar el bisbat que li oferí el papa Gregori IX. Va destacar en les seves missions diplomàtiques i polítiques, com a llegat de bisbes i papes, especialment durant els conflictes provocats per l'excomunicació de l'emperador Frederic II del Sacre Imperi Romanogermànic per part del Concili de Lió de 1245. Sansedoni va desenvolupar una activa missió de pau a l'Imperi, on fou fins al 1265. També intervingué en la pacificació de conflictes entre partits, com a San Gemignano en 1266. El 1268, va intercedir per l'absolució de Conradí de Suàbia, però no va aconseguir-ho i va ésser decapitat.
A Roma, Ambròs va ésser mestre el Sacro Palazzo i professor als Estudis Pontificis entre 1265 i 1268. A Siena, va ésser prior del convent de San Domenico. En 1273 va obtenir de Gregori X la revocació d'un interdicte contra la ciutat, que havia proclamat en donar Siena suport a Manfred; per honorar-lo, la ciutat va fer córrer un Palio extraordinari, que continuà fent-se anualment, el primer diumenge de Passió, fins al segle xvi.
Va morir el 1286 a causa d'una hemorràgia interna, i és enterrat a San Domenico. En 1443 va ésser beatificat i proclamat patró de Siena, i en 1597 s'inclou al Martirologi romà, amb festivitat el 20 de març; l'orde dominicà el celebra el 8 d'octubre.
Va ésser un predicador molt popular a Siena, però també a Florència, Gènova o Venècia, i va escriure tractats teològics i sermons, perduts en bona part.

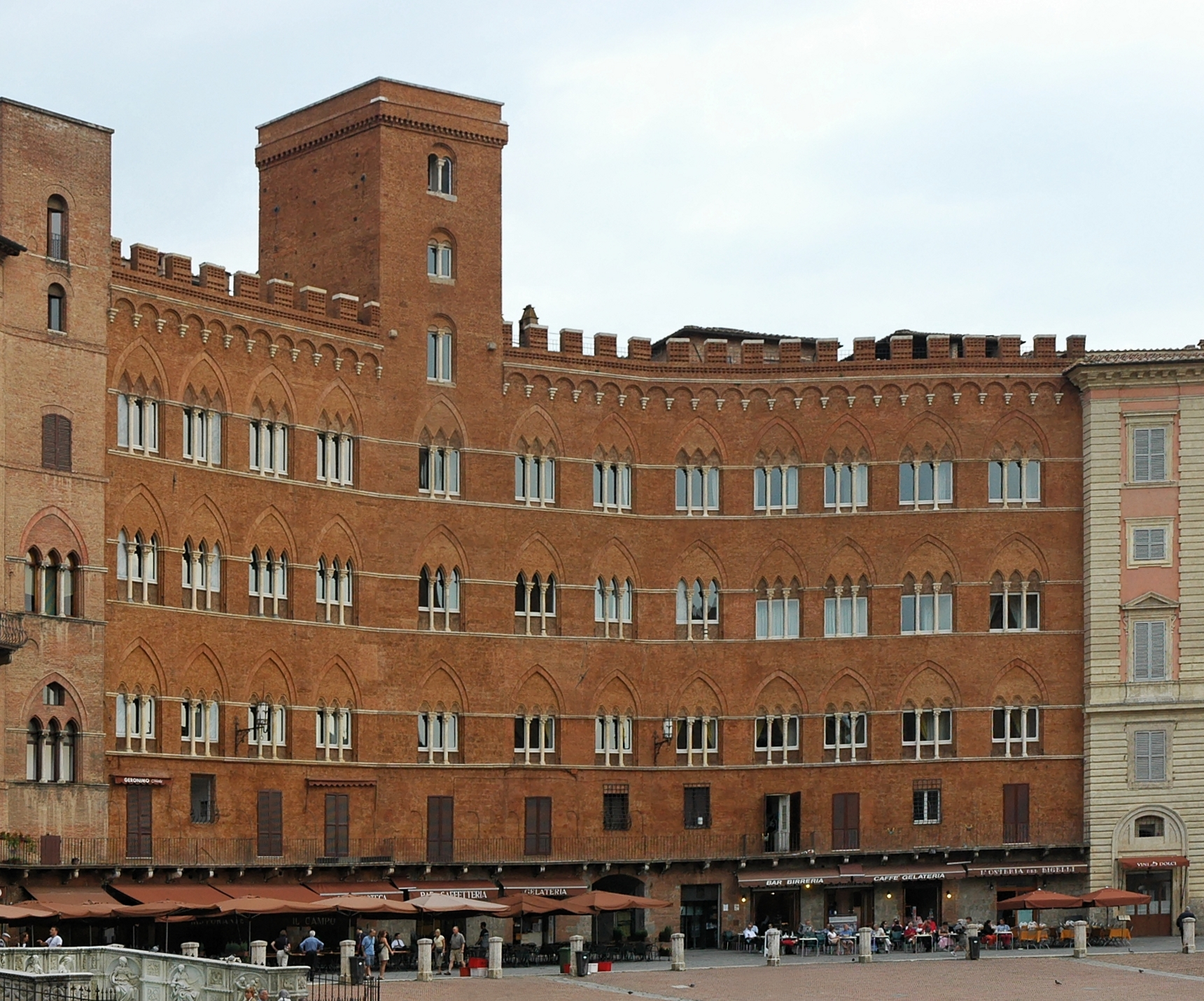
Palazzo Sansedoni (Siena), lloc de naixement del beat.
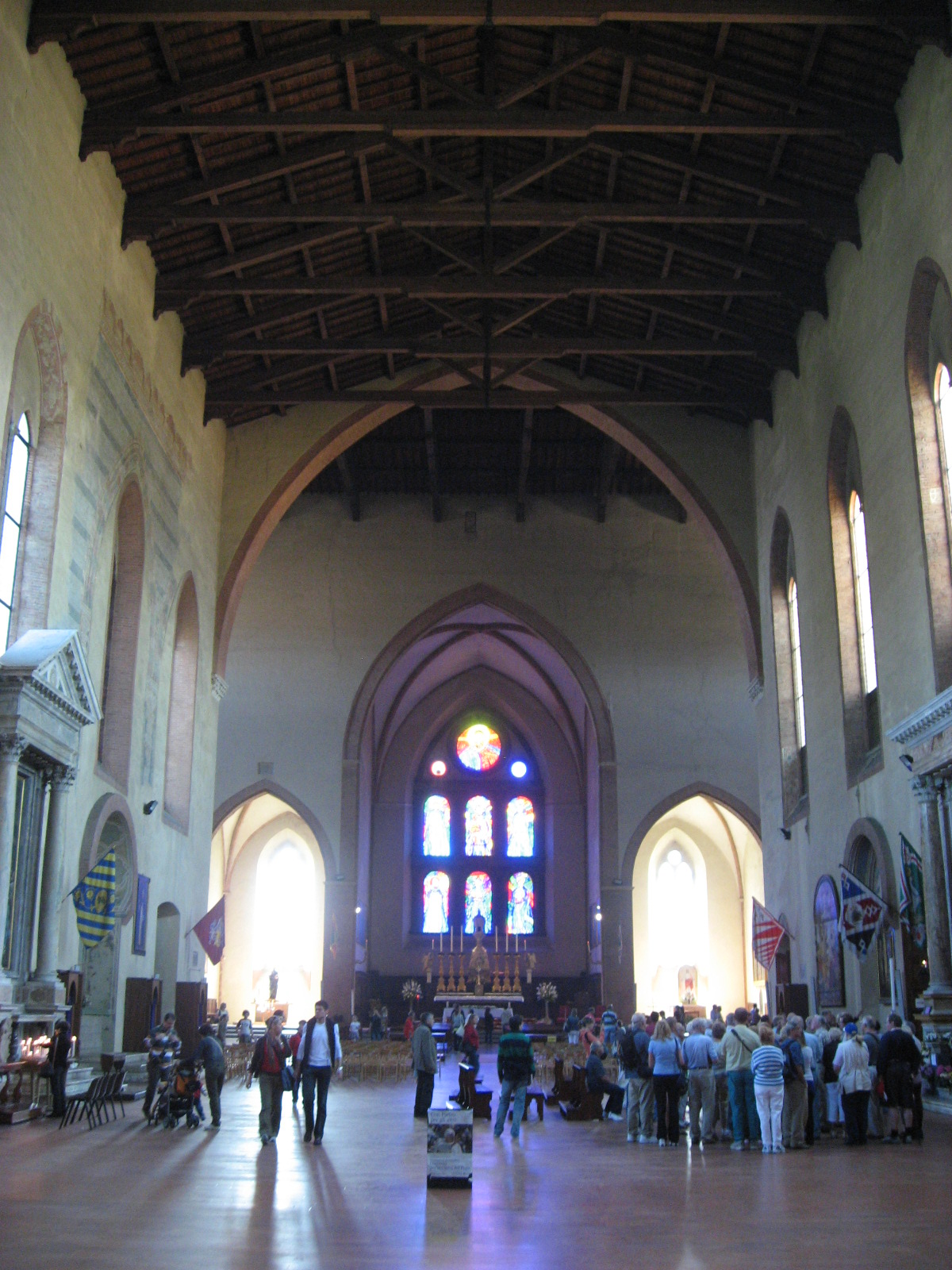
San Domenico (Siena), on va viure i és enterrat.
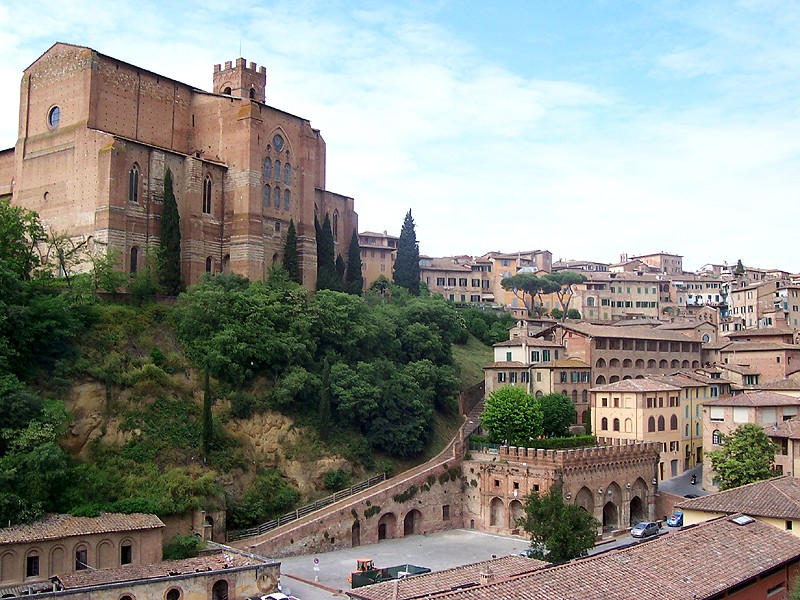
San Domenico